# 항공연료

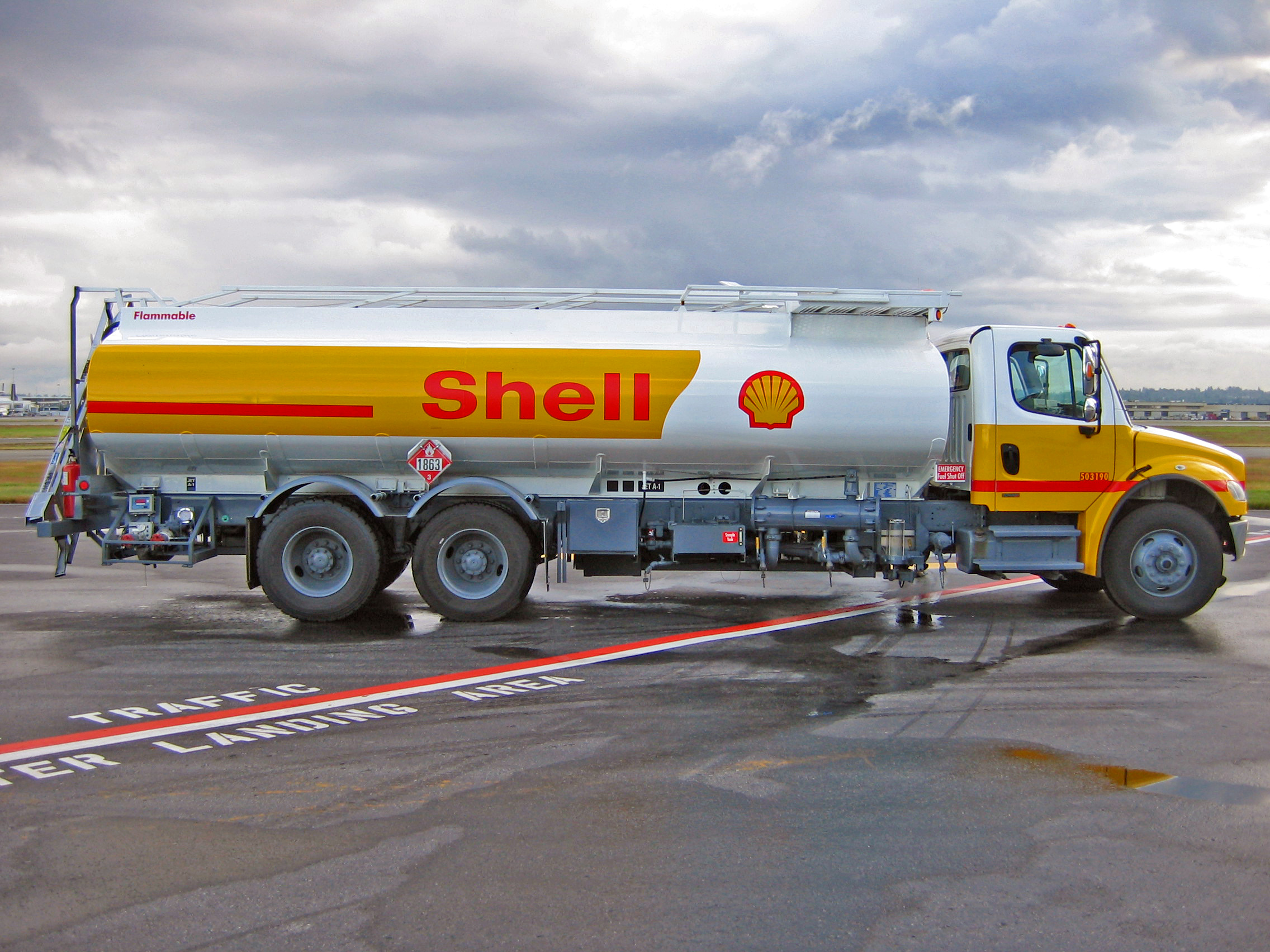
항공연료 트럭

항공연료(航空燃料, 영어: aviation fuel)는 항공기가 움직일 수 있게 하기 위해 사용되는 석유로 된 연료이다. 중앙 난방, 도로 교통 등 지상에서 사용하는 연료보다 더 엄중한 요건이 있으며 연료의 성능이나 관리에 중요한 속성을 강화하거나 유지하기 위한 첨가제를 포함하고 있다. 이것들은 가스 터빈 항공기용 등유 기반(JP-8, 제트 A-1)이다. 피스톤 엔진 항공기는 휘발유를 사용하며 디젤 엔진의 경우 제트 연료(등유)를 사용한다.

## 같이 보기
- 로켓 연료